# Лаино
Лаѝно (на италиански: Laino; на ломбардски: Laìn, Лаин) е село и община в Северна Италия, провинция Комо, регион Ломбардия. Разположено е на 700 m надморска височина. Населението на общината е 495 души (към 2017 г.).